# باتيروس (الفلبين)
باتيروس (بالإنجليزية: Municipality of Pateros )‏ هي بلدية في الفلبين، تقع في مانيلا (حاضرة)، بلغ عدد سكانها 64,147  نسمة وذلك حسب إحصائيات سنة 2010، تبلغ مساحتها 1.76 كيلومتر مربع، رمزها البريدي هو 1620–1622.

## الموقع
تشترك في الحدود مع:
- ماكاتي
- باسيج
- تاغويغ.